# Rotsjön (Mora socken, Dalarna)
Rotsjön är en sjö i Mora kommun i Dalarna och ingår i Dalälvens huvudavrinningsområde. Sjön har en area på 0,237 kvadratkilometer och ligger 370,2 meter över havet. Sjön avvattnas av vattendraget Rotsjöbäcken. Vid provfiske har abborre, gädda och mört fångats i sjön.

## Delavrinningsområde
Rotsjön ingår i det delavrinningsområde (675643-140706) som SMHI kallar för Mynnar i Venjanssjön. Medelhöjden är 360 meter över havet och ytan är 9,8 kvadratkilometer. Det finns inga avrinningsområden uppströms utan avrinningsområdet är högsta punkten. Rotsjöbäcken som avvattnar avrinningsområdet har biflödesordning 4, vilket innebär att vattnet flödar genom totalt 4 vattendrag innan det når havet efter 372 kilometer. Avrinningsområdet består mestadels av skog (75 procent) och sankmarker (12 procent). Avrinningsområdet har 0,22 kvadratkilometer vattenytor vilket ger det en sjöprocent på 2,3 procent.